# Bigarello
Bigarello is een gemeente in de Italiaanse provincie Mantua (regio Lombardije) en telt 1850 inwoners (31-12-2004). De oppervlakte bedraagt 27,0 km², de bevolkingsdichtheid is 63 inwoners per km².

## Demografie
Bigarello telt ongeveer 744 huishoudens. Het aantal inwoners daalde in de periode 1991-2001 met 4,8% volgens cijfers uit de tienjaarlijkse volkstellingen van ISTAT.
| Jaar | Inwoneraantal |
| ---- | ------------- |
| 1991 | 1712          |
| 2001 | 1629          |

## Geografie
Bigarello grenst aan de volgende gemeenten: Castel d'Ario, Castelbelforte, Roncoferraro, San Giorgio di Mantova, Sorgà (VR).